# Ahenny-Stein
Der Ahenny-Stein ist ein Grabstein mit sowohl einer Inschrift aus Ogham-Zeichen als auch einer englischen Inschrift aus lateinischen Buchstaben. Er wurde im Jahr 1802 für ein 17-jähriges Mädchen auf dem Friedhof der Kirche in Ahenny, Grafschaft Tipperary, Irland bei zwei keltischen Hochkreuzen errichtet. An dieser ursprünglichen Stelle befindet sich der Stein noch heute.

## Beschreibung des Steins
Der Ahenny-Stein besteht aus grau-grünem Schiefer und ist 1,26 m hoch, 89 cm breit und 5 cm dick. Die senkrechten Umrisslinien sind völlig gerade. Der Kopfteil ist nach oben gerundet und an den beiden Seiten nach unten gewölbt (vgl. Foto in den Weblinks). Dieser obere Teil des Steins ist mit einer Sonne mit Strahlenkranz ausgefüllt, wobei im Zentrum der Sonne ein IHS-Jesus-Monogramm vorzufinden ist. An den Enden der untersten sich ausbreitenden Strahlen sind zwei Menschenherzen mit je einem kleinen Pfeil, der jeweils auf die Mitte des entsprechenden Herzens zeigt, eingeritzt. Außerdem ist in das linke Herz der Buchstabe J und in das rechte der Buchstabe D eingeritzt. Unmittelbar unter der Sonne befindet sich ein drittes Herz.
Unter diesen bildlichen Darstellungen ist der siebenzeilige englische Text genau und fachkundig eingraviert. Unterhalb des englischen Textes steht der ebenso genau und exakt eingravierte Ogham-Text in Irisch, der sich über zwei Zeilen erstreckt.

## Inschriften
Ogham-Inschrift:
᚛ᚃᚐᚐᚅᚂᚔᚌᚄᚑᚅᚐᚂᚒᚐᚈᚐᚋᚐᚏᚔᚅᚔᚇᚆᚔᚋᚒᚄᚐ᚜
᚛ᚑᚋᚁᚐᚂᚂᚔᚅᚐᚌᚉᚏᚐᚅᚔᚁᚆ᚜
Übertragung:
FA AN LIG SO NA LU ATA MARI NI DHIMUSA
O MBALLI NA GCRANIBH
Übersetzung:
Unter diesem Stein liegt Mary Dempsey
aus Ballycranna.
Inschrift in Englisch:
Beneath this sepulchral tomb lie the remains
of Mary Dempsey who departed this life
January the 4th 1802 aged 17 years

Dear parents murn not for me
I am only dead to live eternally
then rising from my dusty bed
I hope to reighn with Christ our head
Übersetzung:
In diesem Grabmal liegen die sterblichen Überreste
von Mary Dempsey, die am 4. Januar 1802
im Alter von 17 Jahren verschied.

Liebe Eltern, trauert nicht um mich.
Ich bin nur tot, um ewig zu leben.
Dann erhebe ich mich von meinem staubigen Bett.
Ich hoffe, mit Christus, unserem Haupt, zu herrschen.

## Besonderheit
Hauptsächlich verwendet wurde die Ogham-Schrift vom 4. bis zum 10. Jahrhundert. Dabei stammt die überwiegende Zahl der Funde aus der Zeit von etwa 400 bis 700 n. Chr. Die Besonderheit der Inschrift auf dem Ahenny-Stein liegt darin, dass sie erst etwa 1100 Jahre nach der Blütezeit der Ogham-Schrift angefertigt wurde. So ist der Stein ein Zeugnis dafür, dass die Kenntnis und das Wissen über die Ogham-Schrift sowie deren praktische Anwendung auch noch im frühen 19. Jahrhundert vorhanden war. „Es gibt eine ganze Serie von modernen Grabsteinen, welche eine Zeile oder sogar mehr in Ogham-Schrift, die eingeritzt wurde, enthalten. Einer der ältesten ist dieser in Ahenny […]“
Der irische Archäologe und Keltologe Barry Raftery (1944–2010) schreibt zum Ahenny-Stein: „Der Stein ist ein wohlredendes Zeugnis für die anhaltende Existenz und Kenntnis des Ogham-Alphabets unter der Landbevölkerung im Irland des frühen 19. Jahrhunderts … Die Verwendung dieser Schrift auf dem Grabstein eines 17 Jahre alten Mädchens in einer schlichten und anrührenden Formel beweist deutlich, dass es sich bei der Ogham-Schrift nicht nur um eine trübe mündliche Überlieferung, sondern um ein echtes Fortbestehen handelt.“ Außerdem: „Der Mann, der das Ogham so sorgfältig in den Ahenny-Stein einritzte, führte eine altehrwürdige Überlieferung weiter, die mindestens aus der Zeit des St. Patrick stammt und vielleicht tatsächlich sogar weiter in die heidnische Zeit Irlands zurückreicht.“